# Palazzo Carignano
Der Palazzo Carignano ist ein historisches Gebäude im Zentrum der norditalienischen Stadt Turin. Es war einst die Residenz der namensgebenden Fürsten von Carignan, eines Zweigs des Hauses Savoyen. Es befindet sich an der Via Accademia delle Scienze und beherbergt heute das Museo nazionale del Risorgimento. Die barocke Architektur des Palazzo ist künstlerisch bedeutsam.

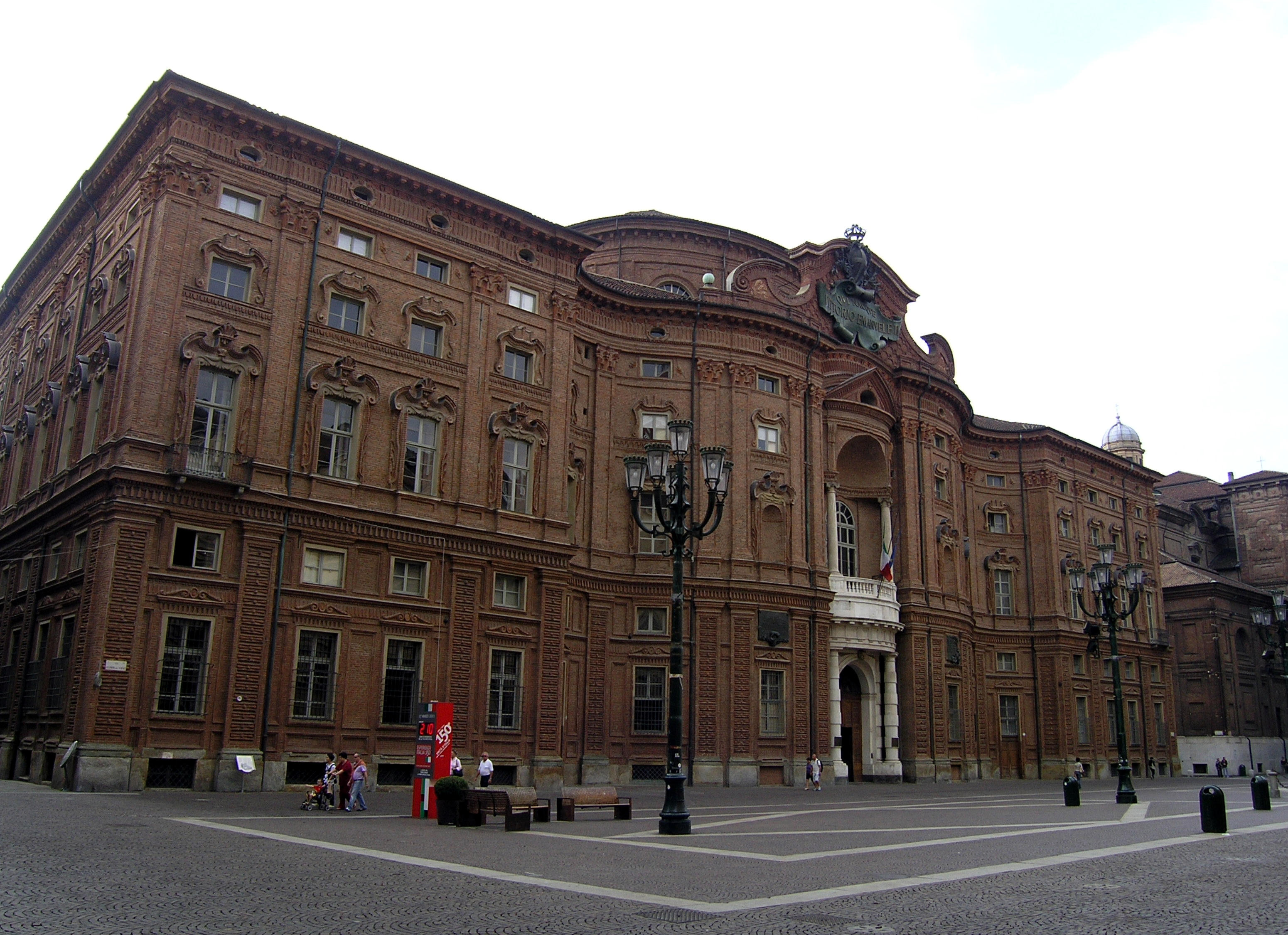
Westfassade

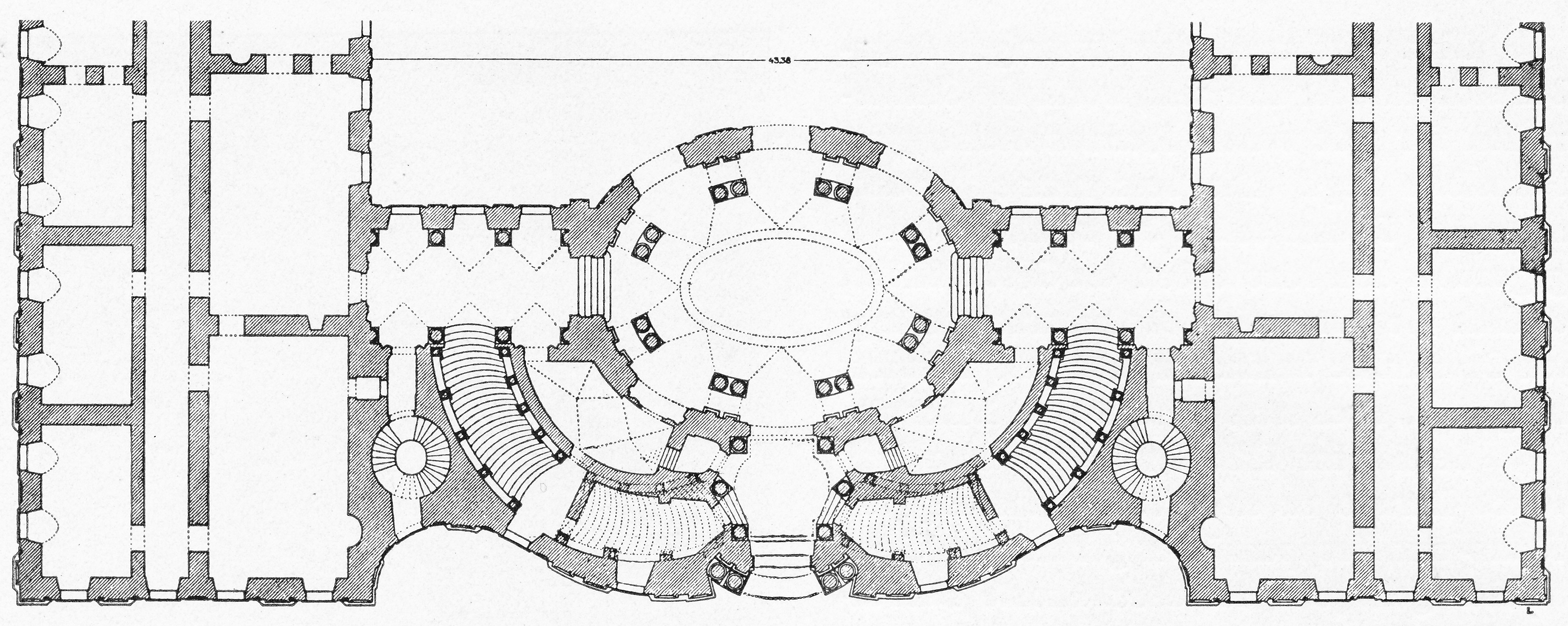
Grundriss des Westflügels

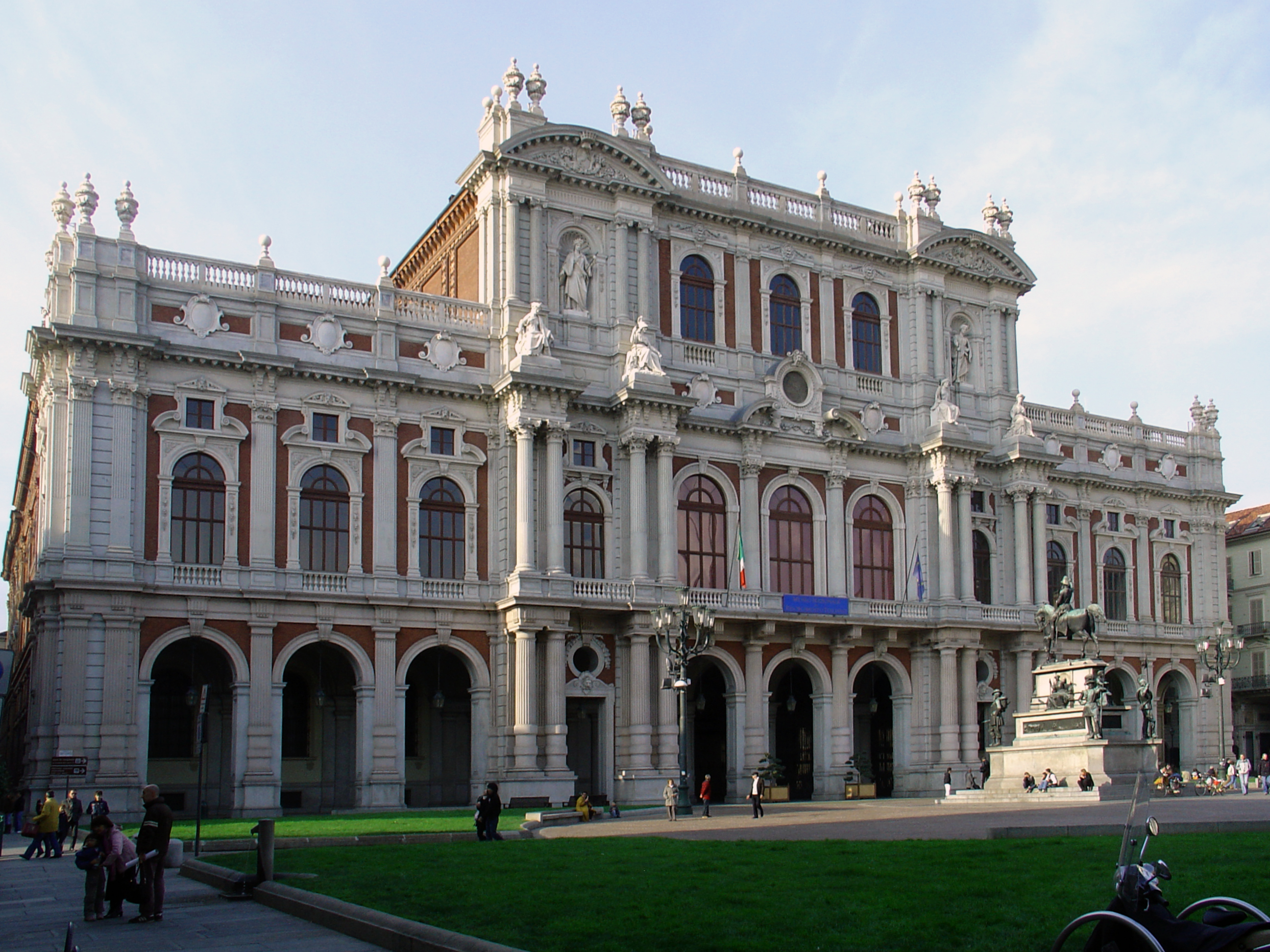
Ostfassade (1861) zur Piazza Carlo Alberto

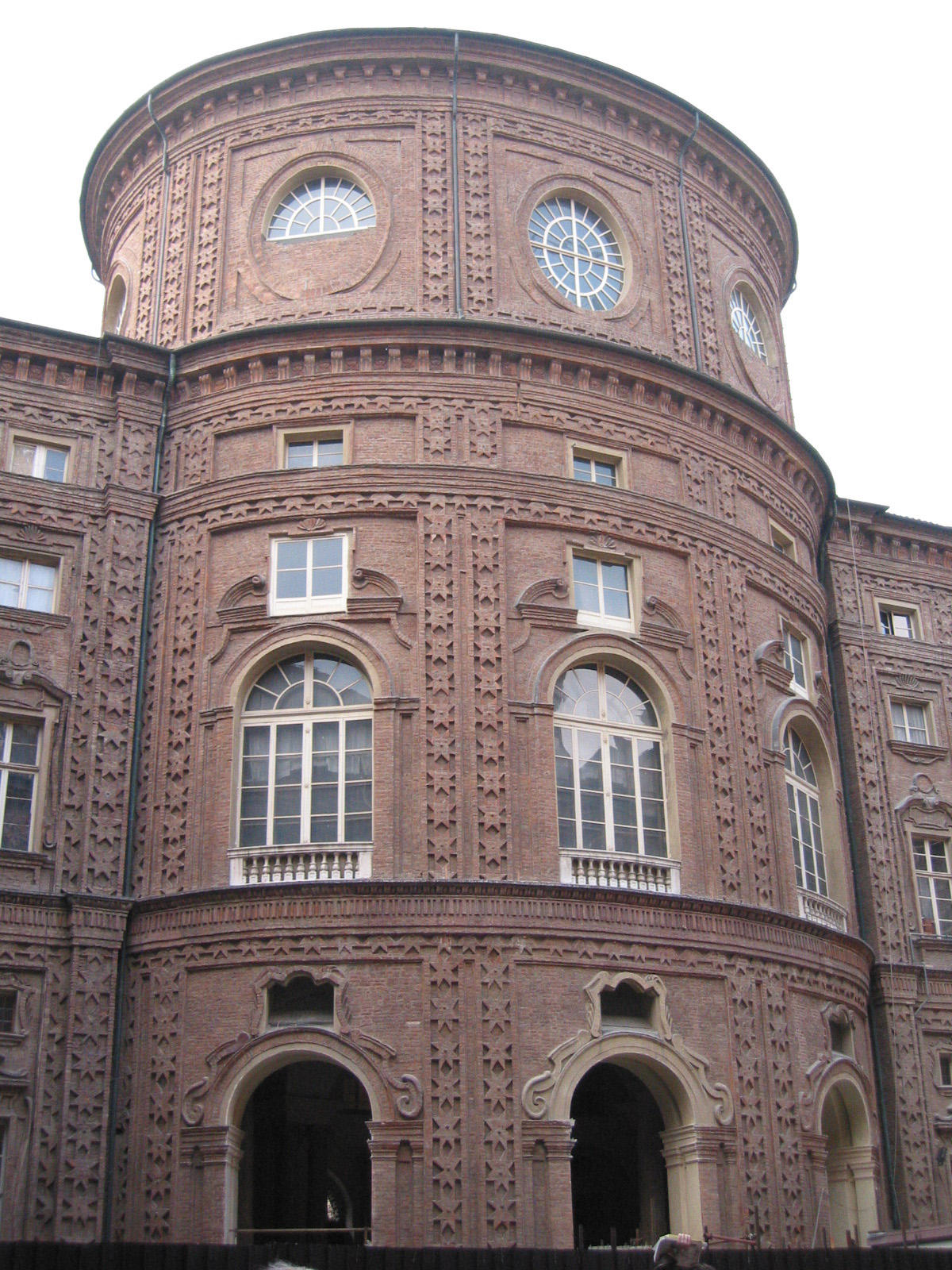
Hoffassade, Mittelteil

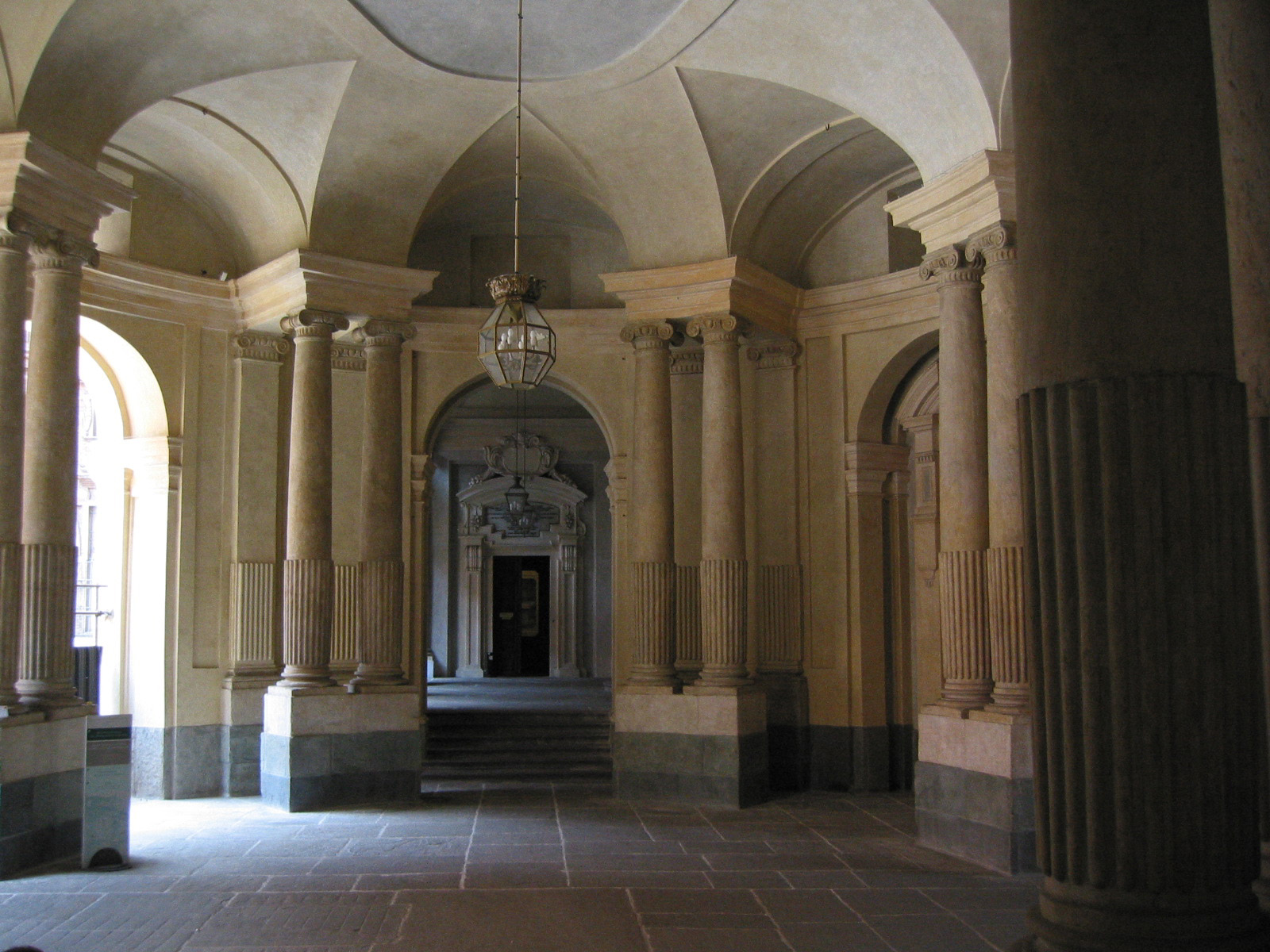
Ovales Vestibül der Hofseite

## Geschichte
Der Bau des Palazzo Carignano als eine angemessene Residenz für die Familie Savoyen-Carignan wurde von Emmanuel Philibert Amadeus, dem  ältesten Sohn von Thomas Franz von Savoyen-Carignan, in Auftrag gegeben. 1679 begannen die Arbeiten nach Plänen des savoyischen Architekten Guarino Guarini.
Zwischen 1848 und 1865 diente der Palast als Sitz des Abgeordnetenhauses des Subalpinen Parlaments. Mit der Gründung des geeinten Königreichs Italien 1861 wurde der Palazzo Carignano in seiner bisherigen Struktur zu klein und deshalb erweitert. Als die italienische Hauptstadt 1865 von Turin nach Florenz verlegt wurde, verlor der Palazzo Carignano seine Funktion. Seitdem beherbergt er diverse Institutionen und kulturelle Einrichtungen.

## Architektur
Auf einem quadratischen Grundstück entwarf Guarini ein weitläufiges Gebäude aus unverputztem Backstein. Der Mittelteil der barocken Westfassade weist bis heute eine außergewöhnliche Gestaltung auf. Der wellenförmige konkav-konvex-konkave Rhythmus orientiert sich an Francesco Borrominis römischer Kirche San Carlo alle Quattro Fontane. Hinter der Rundung befindet sich ein elliptisch geformter Turm. Das Hauptgebäude umgibt einen großen Innenhof. Die ehemalige Gartenfassade war hingegen eher schlicht gestaltet.
Der Umbau ging auch nach dem Umzug des Parlaments bis 1871 weiter. Vor allem die einstige Gartenfassade und nach dem Abriss der Gartenmauern nunmehrige Ostfassade wurde neu gestaltet. Sie erhielt ein eklektisches Aussehen mit Säulen und Pilastern aus weißem Stein und rotem Stuck. Der ehemalige Garten des Palazzo Carignano wurde zur Piazza Carlo Alberto umgestaltet, heute einer der wichtigsten Plätze der Turiner Altstadt. Seine Mitte schmückt ein bronzenes Reiterdenkmal Carlo Albertos von 1861. Die früheren Stallungen an der Ostseite des Platzes, 1790 klassizistisch erneuert, beherbergen heute die Turiner Nationalbibliothek.

## Sonstiges
Der Palast ist unter anderem Geburtsort des späteren italienischen Königs Vittorio Emanuele II. Daran erinnert ein von Carlo Ceppi entworfenes Fries auf dem Giebel der Mittelachse der Hauptfassade mit der Inschrift QVI NACQVE EMANVELE VICTOR II (deutsch „Hier wurde Emanuele Victor II. geboren“). Es wurde 1884 angebracht, fügt sich stilistisch jedoch in die restlichen barocke Fassade ein. Des Weiteren wurde 1749 Marie-Louise von Savoyen-Carignan, genannt princesse de Lambelle, eine Vertraute von Marie-Antoinette hier geboren.